# Martin Urianstad
Martin Bugge Urianstad (Stavanger, 6 febbraio 1999) è un ciclista su strada norvegese che corre per l'Uno-X Mobility.

## Palmarès

### Strada
- 2020 (Uno-X Pro Cycling Team, una vittoria)

Campionati norvegesi, Prova in linea Under-23

#### Altri successi
- 2019 (Uno-X Norwegian Development Team)

Classifica scalatori Grand Prix Priessnitz spa
- 2022 (Uno-X Pro Cycling Team)

Classifica traguardi volanti Saudi Tour

## Piazzamenti

### Classiche monumento
- Giro delle Fiandre

2023: ritirato
- Liegi-Bastogne-Liegi

2024: 104º
2025: ritirato

### Competizioni mondiali
- Campionati del mondo

Yorkshire 2019 - In linea Under-23: 87º
Fiandre 2021 - In linea Under-23: ritirato

### Competizioni europee
- Campionati europei

Plouay 2020 - In linea Under-23: 84º
Trento 2021 - In linea Under-23: 16º
Drenthe 2023 - In linea Elite: 27º